# Biserica reformată din Șintereag

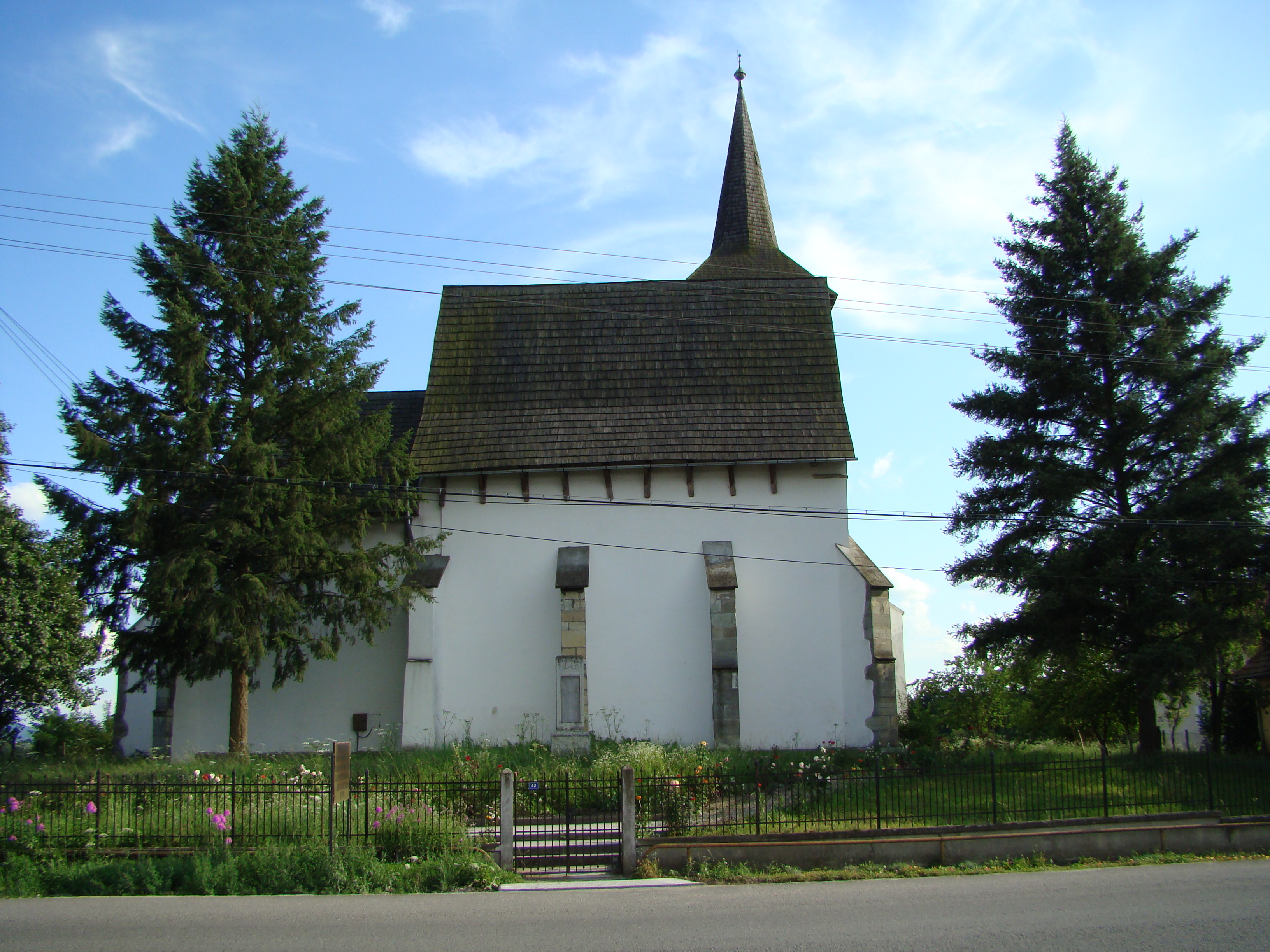
Biserica reformată din Șintereag, comuna Șintereag, județul Bistrița-Năsăud, foto: iulie 2009.

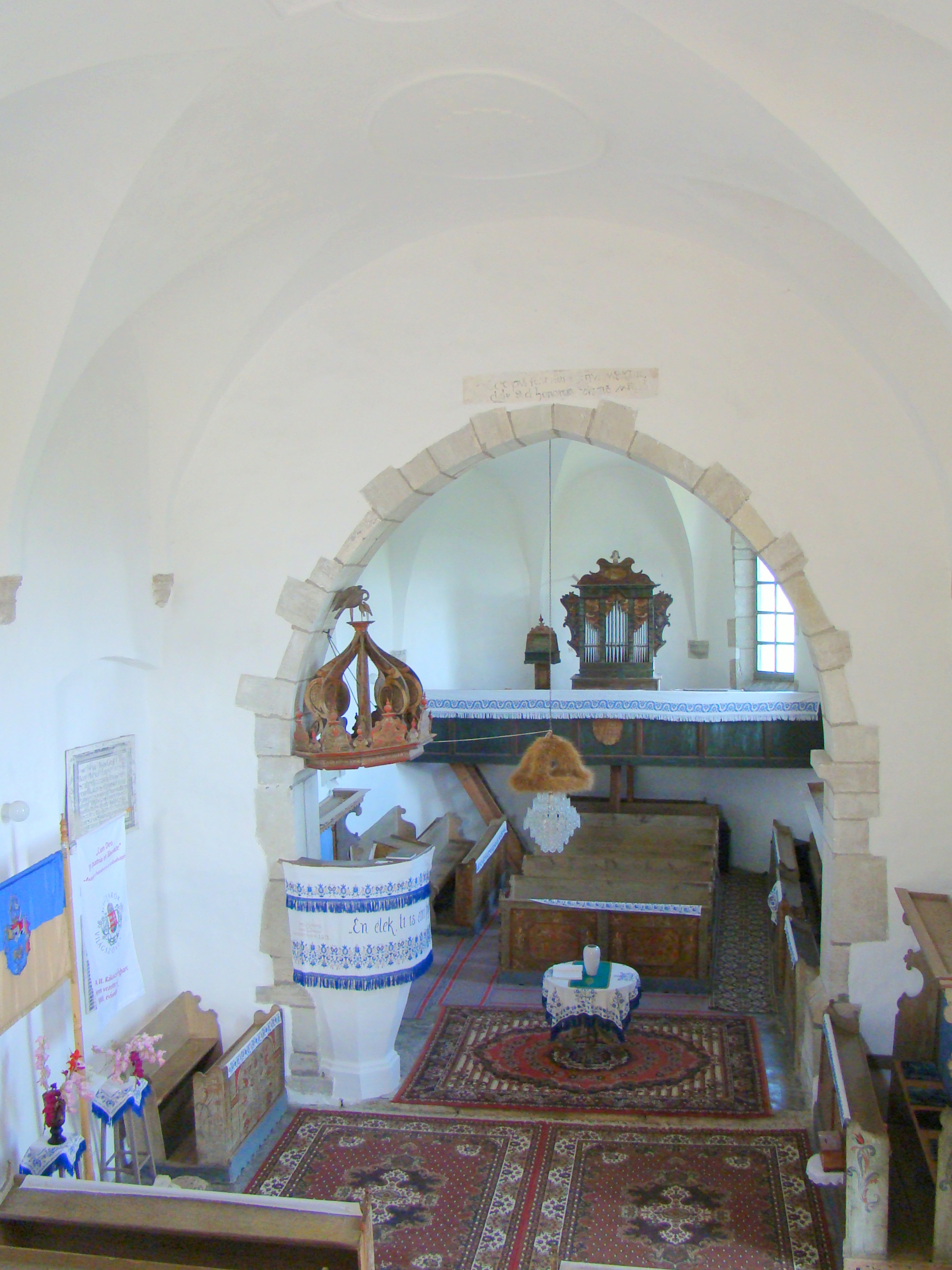
Interiorul bisericii-sală

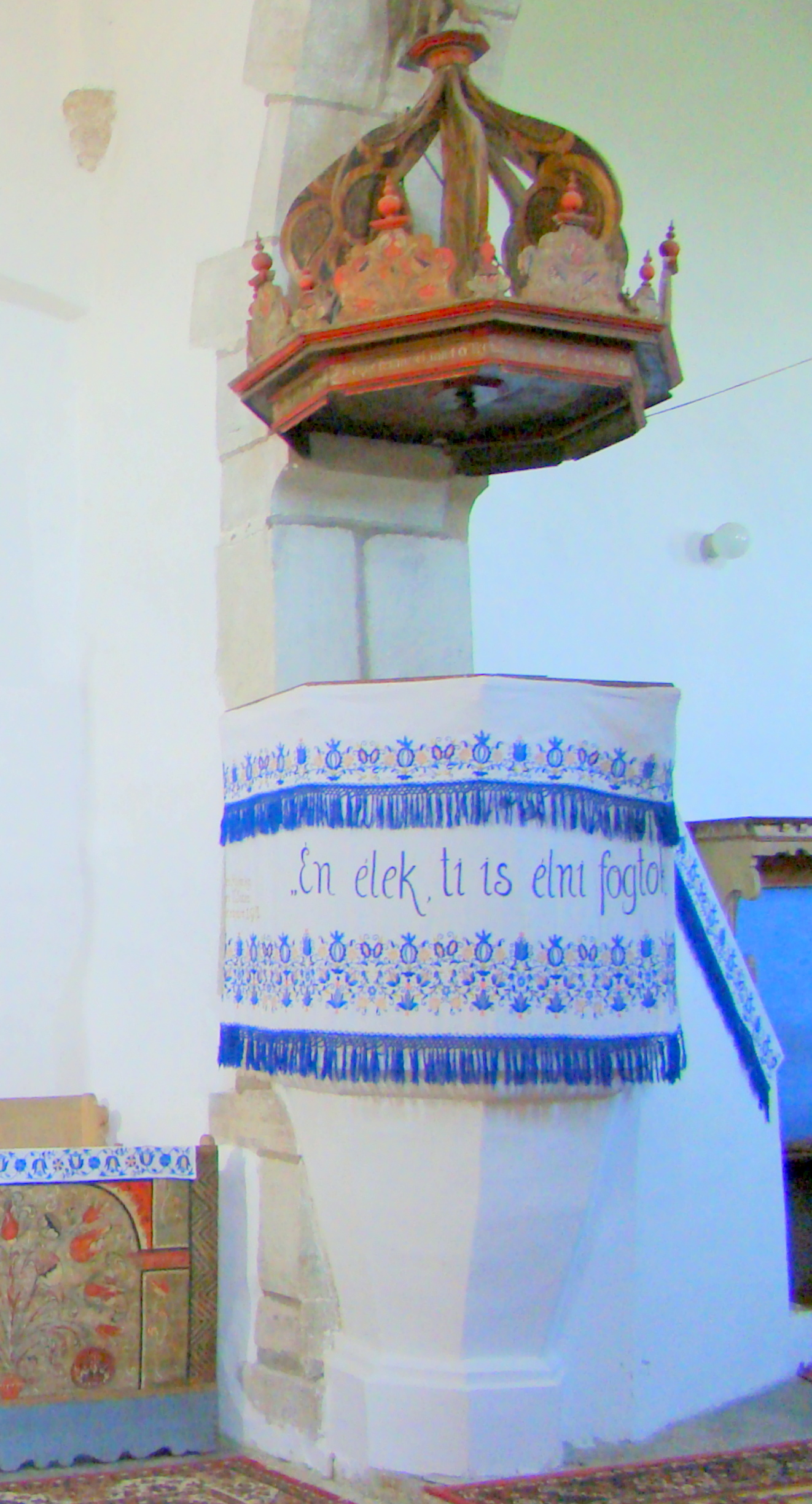
Amvonul de piatră, adosat laturii nordice a arcului triumfal, ce poartă o coroană din lemn traforat, pictată cu ornamente florale

Biserica reformată din Șintereag este un monument istoric aflat pe teritoriul satului Șintereag; comuna Șintereag.

## Localitatea
Șintereag (în dialectul săsesc Simkroang, în germană Simkragen, Siebenkragen, în maghiară Somkerék) este satul de reședință al comunei cu același nume din județul Bistrița-Năsăud, Transilvania, România. Prima atestare documentară datează din anul 1325 sub numele de Somkerek.

## Biserica
Planul clădirii se compune dintr-o navă alungită, un cor încheiat poligonal și un turn de plan pătrat, amplasat la colțul sud-vestic al navei. Acoperișul bisericii cu console de lemn la nivelul streașinii și învelitoare de șindrilă, este în două ape, cu pante abrupte. 
Interiorul bisericii este dotat cu mobilier unitar de lemn pictat. Cele cinci tăblii din zona centrală a parapetului galeriei sunt decorate în stilul familiei de pictori Umling, reprezentând compoziții vegetale cu rodie, ghindă, lalea și alte flori. Parapetul de la strane și primele bănci are tăblii în formă dreptunghiulară, cu colțuri teșite sau dreptunghiuri prelungite cu triunghiuri, care sunt decorate cu motive ornamentale libere, de vrejuri și flori. Dulapul orgii este lucrarea lui  Lőrintz Umling tatăl, are suprafața pictată în imitație de marmură, iar la partea superioară se încheie cu un cap înaripat de înger.

## Imagini

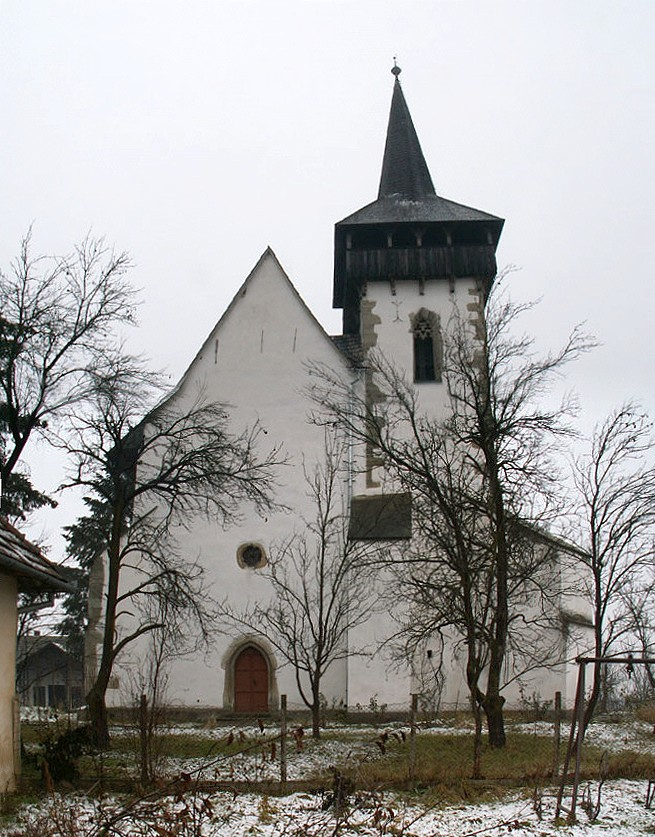
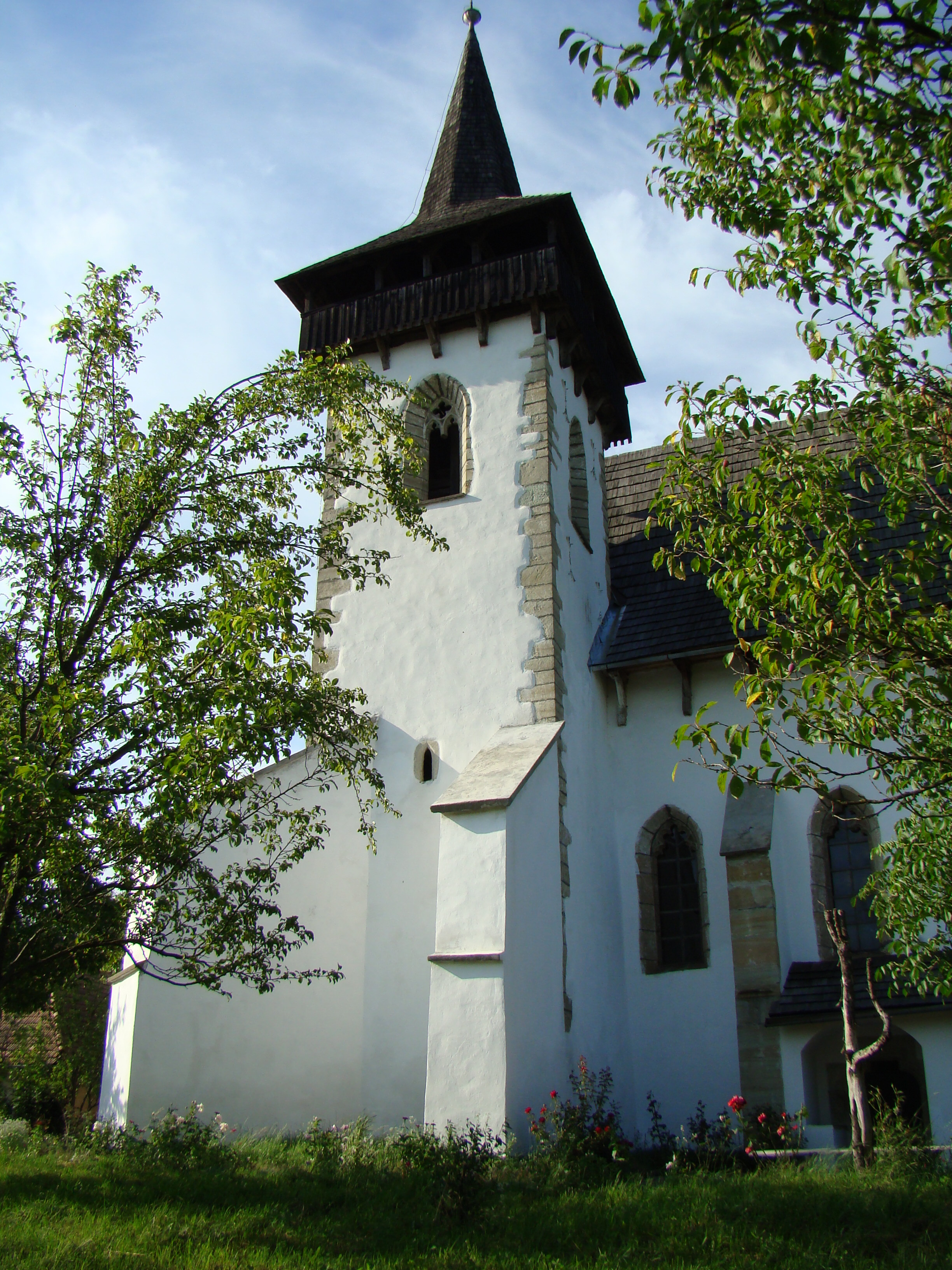
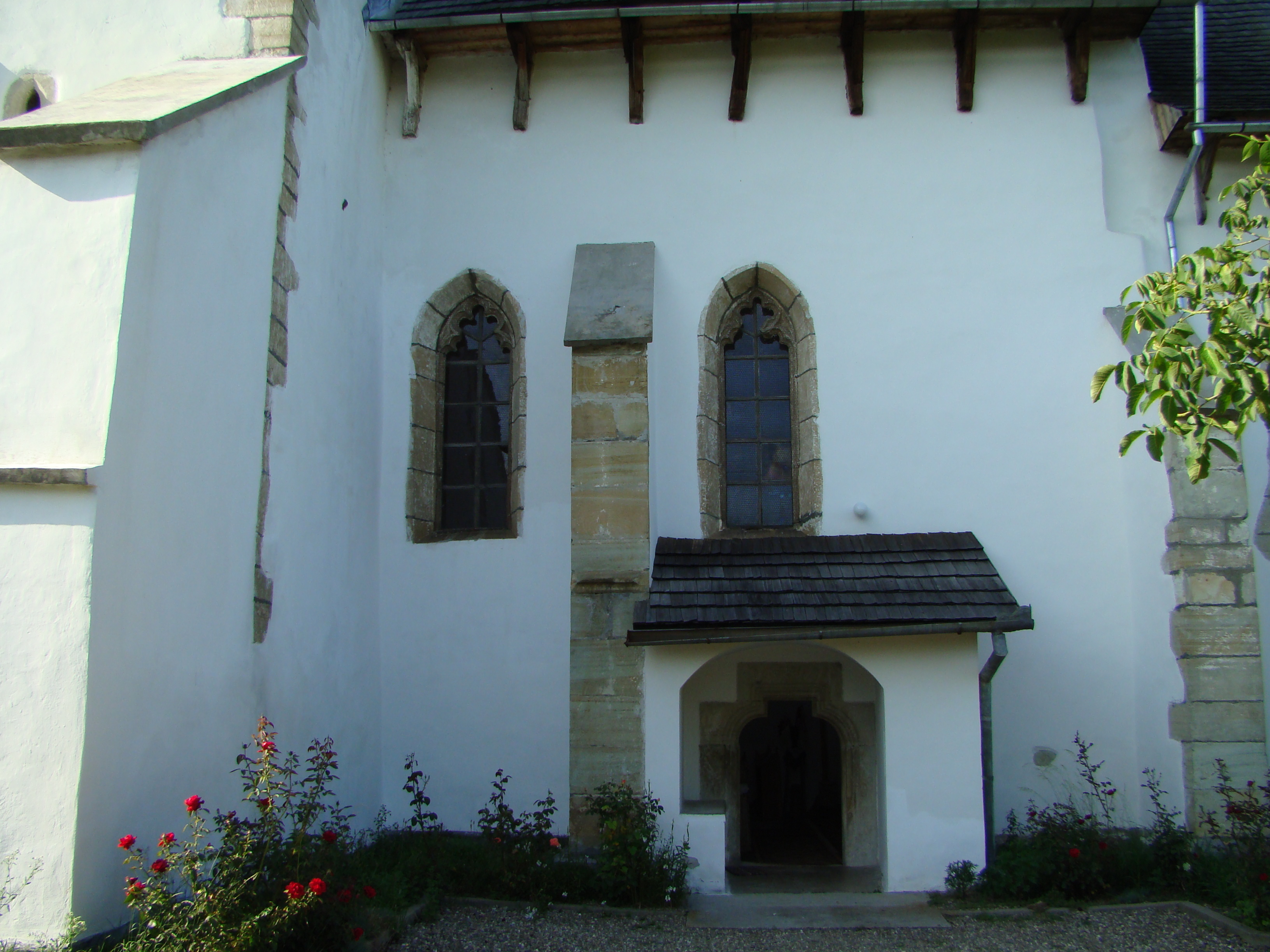
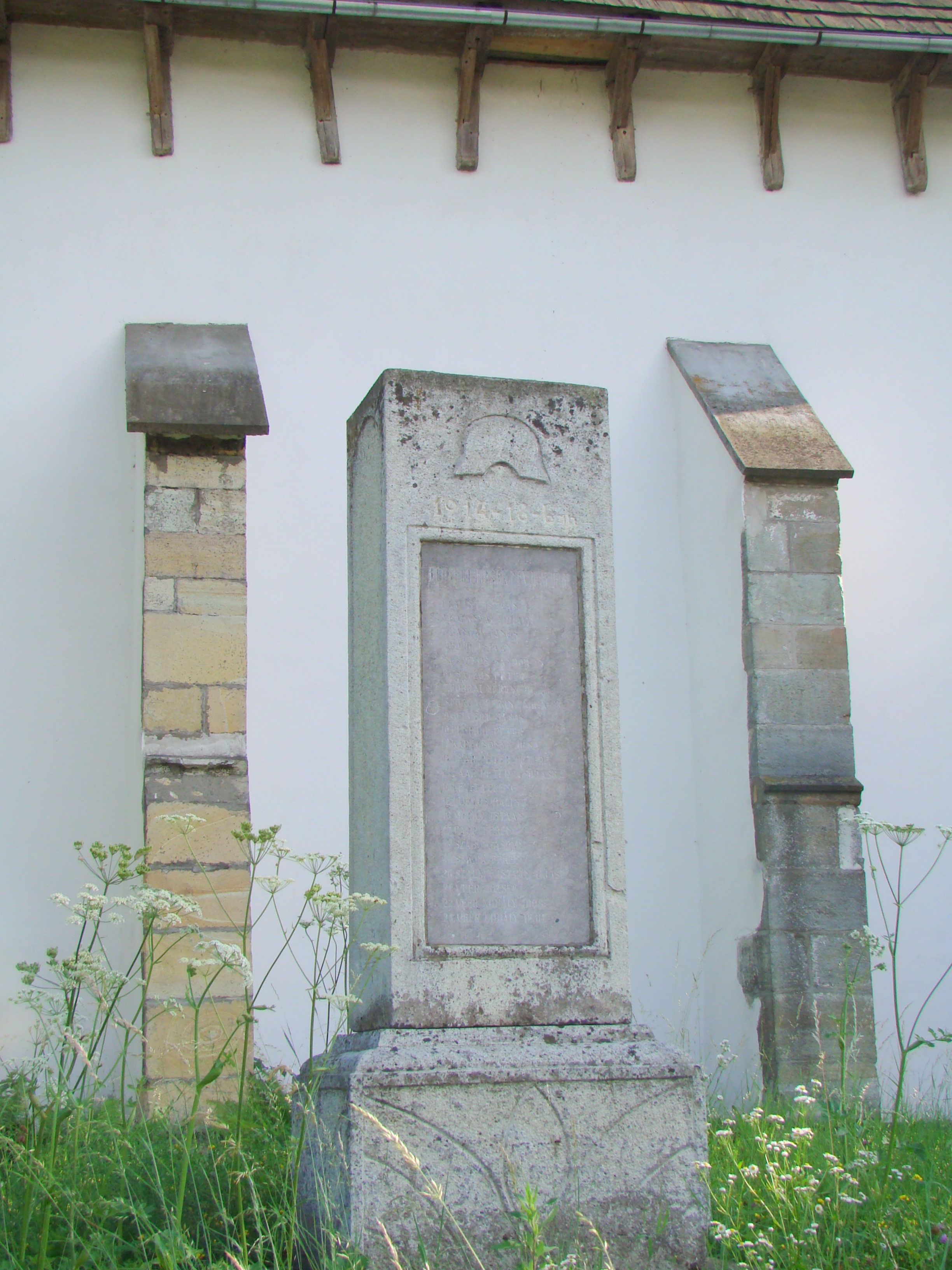
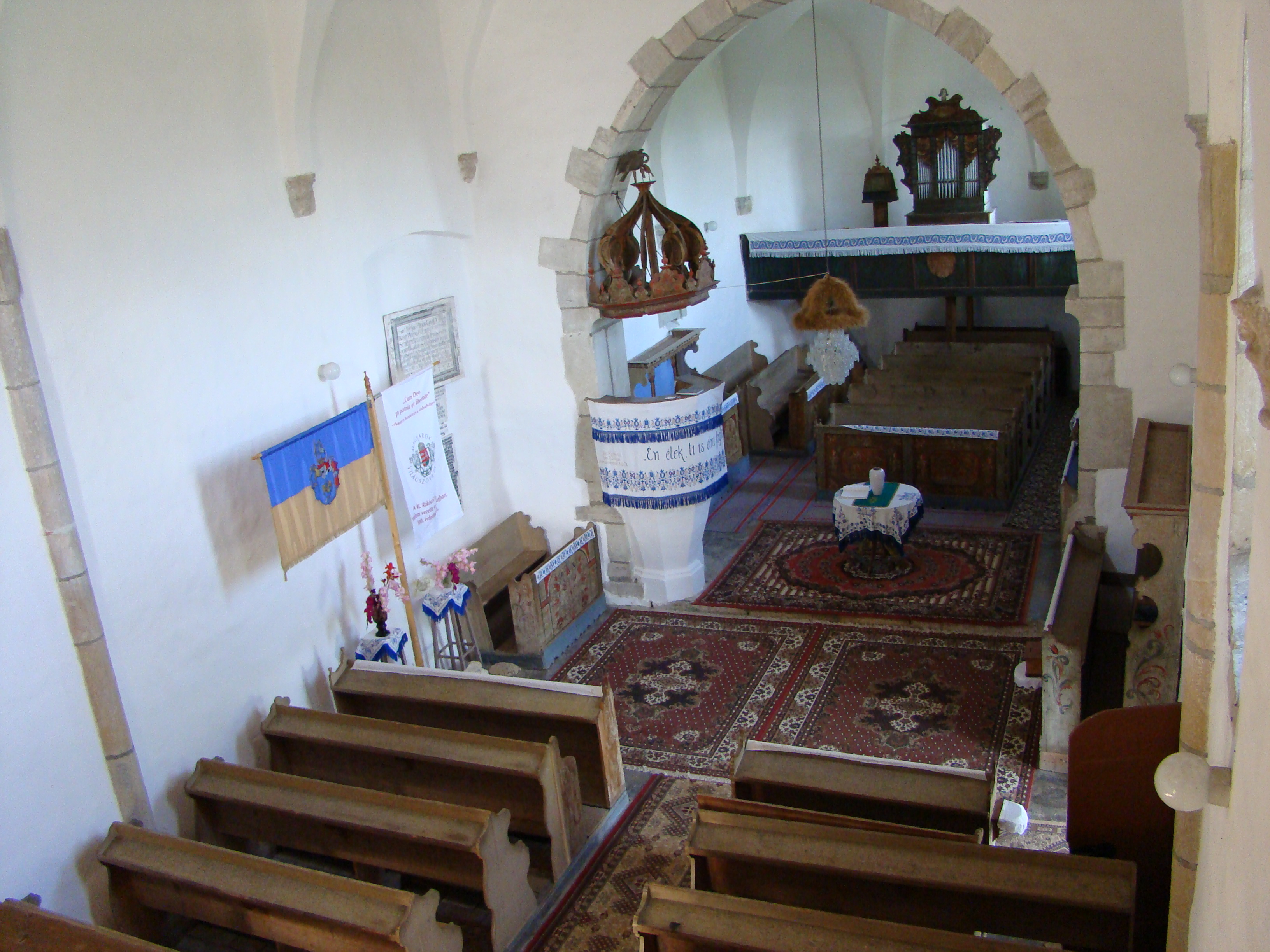
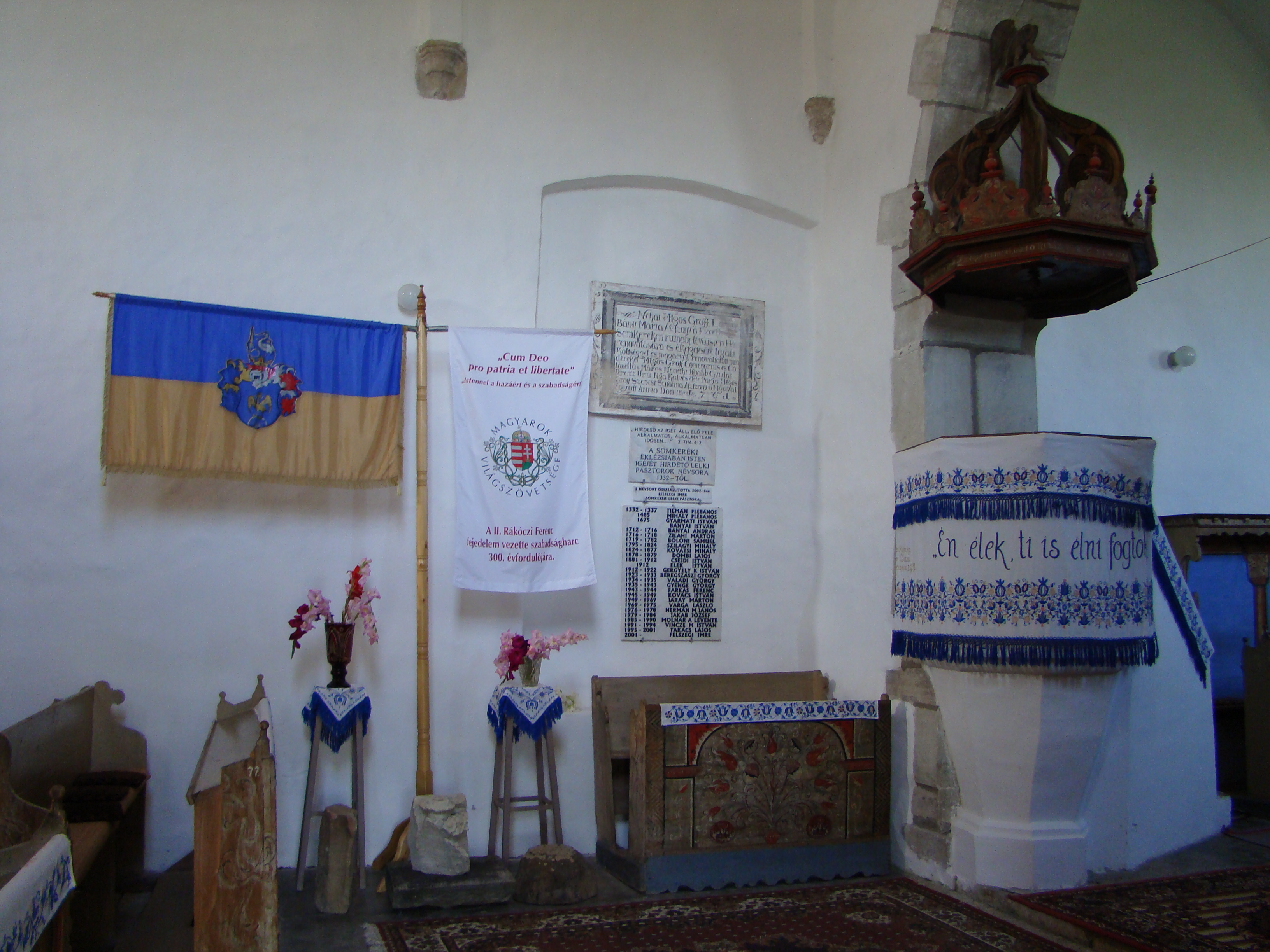
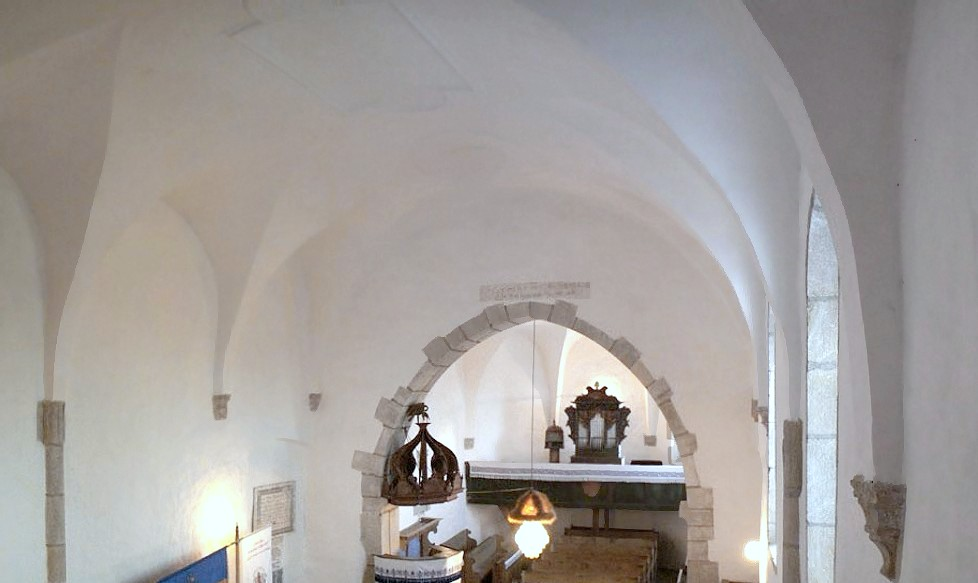
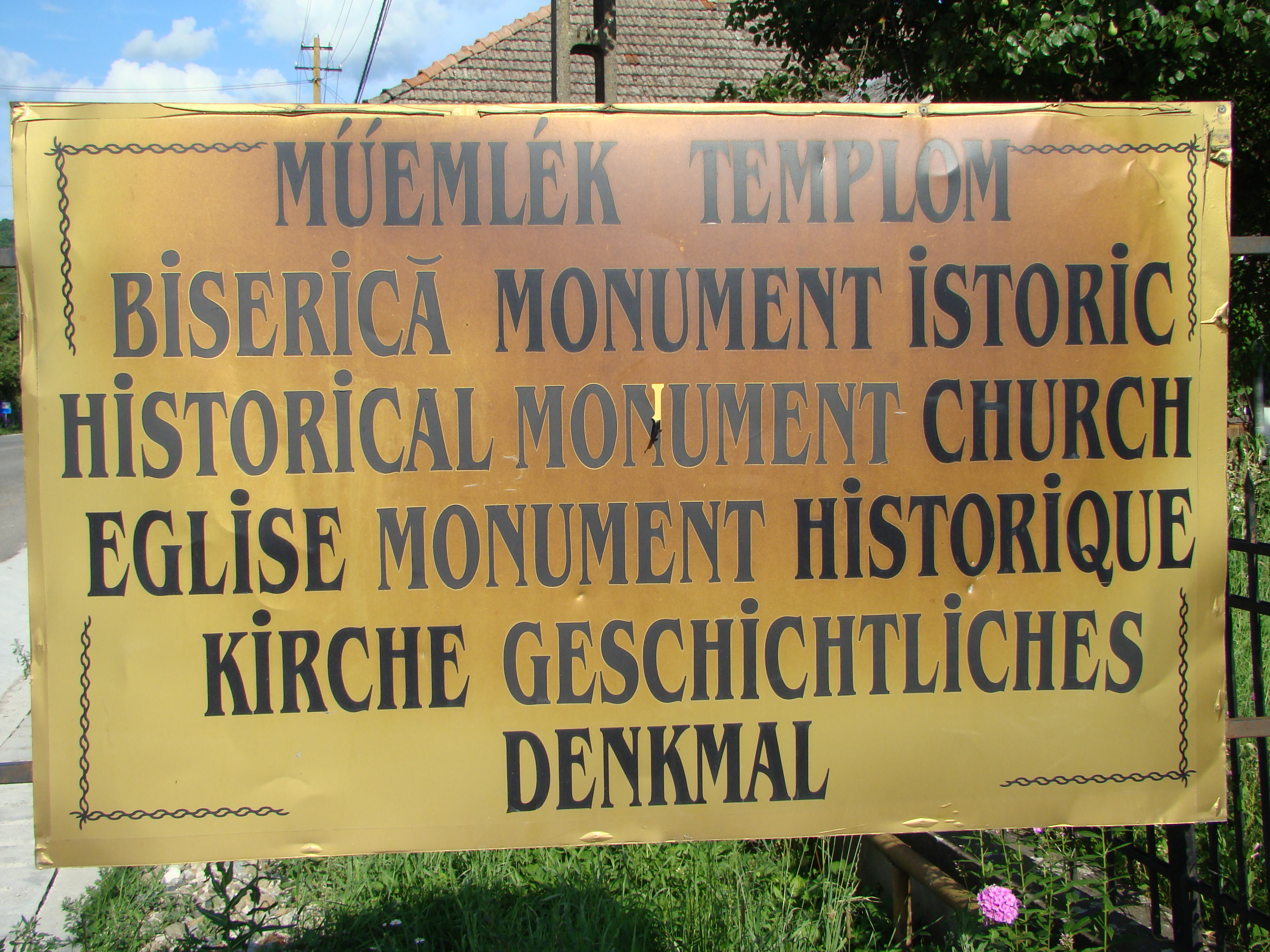